# ニコライ・ルカビシュニコフ
ニコライ・ニコラエヴィチ・ルカビシュニコフ（ロシア語: Николай Николаевич Рукавишников、1932年9月18日 - 2002年10月19日）はソビエト連邦の宇宙飛行士。ソユーズ10号、ソユーズ16号、ソユーズ33号に搭乗した。

## 経歴
1957年にMoscow Engineering and Physics Instituteを卒業し、ソ連の宇宙開発産業に従事する。1957年から1967年までコロリョフ設計局のエンジニアであり、1968年5月27日宇宙飛行士に選抜される。
ソユーズL1ミッションの訓練を受けていたが、1969年にこの計画は中止となる。
1971年ソユーズ10号にテスト・エンジニアとして搭乗し、世界初の宇宙ステーションサリュート1号へのドッキングを行うはずだったが、完全なドッキングは出来なかった。
1974年ソユーズ16号にフライト・エンジニアとして搭乗し、アポロ・ソユーズテスト計画のリハーサルを行う。
1979年ソユーズ33号にコマンダーとして搭乗し、サリュート6号へのドッキングを果たす予定だったが、これもエンジンの不調により失敗。
宇宙ステーションを訪れる最後のチャンスとして1984年ソユーズT-11の搭乗する予定だったが、重度の風邪を患いメンバー交代となった。
1987年7月7日、宇宙飛行士を引退。コロリョフ設計局（後にNPO エネルギア）に戻った。
趣味はアマチュア無線とドライブ。
2002年10月19日に心臓発作で死去。